# 五翼果科
五翼果科（学名：Lophopyxidaceae）又名冠状果科，只有1属1种，是单种科，生长在马来西亚的热带区域以及太平洋上的所罗门群岛和加罗林群岛。
本科植物是藤本，依靠卷须攀爬；单叶互生，有托叶；花小，花瓣5；果实为翅果，种子具五翅。
1981年的克朗奎斯特分类法将其列在卫矛科中，属于卫矛目，1998年根据基因亲缘关系分类的APG 分类法认为应该单独分出一个科，但无法分在任何目中，属于系属不清的科，2003年经过修订的APG II 分类法将其放到金虎尾目中。